# Alfredo Borrero
Alfredo Borrero Vega, né le 19 octobre 1955 à Cuenca, est un homme d'État équatorien. Il est vice-président du pays depuis le 24 mai 2021.

## Biographie
Alfredo Borrero est médecin de profession.
Membre du Mouvement CREO, il se présente comme colistier de Guillermo Lasso à l’élection présidentielle de 2021. Le ticket l’ayant emporté, il est investi vice-président de la République le 24 mai 2021.